# F1rst Love
"F1rst Love" é uma canção da cantora e compositora norte-americana Uffie lançado em 29 de junho de 2007. A canção foi escrita por Uffie e foi produzida por Feadz e Mr. Oizo.

## Lista de faixas
| Download digital |              |         |  |
| N.º              | Título       | Duração |  |
| 1.               | "F1rst Love" | 4:57    |  |

## Desempenho nas tabelas musicais

### Paradas musicais
| Parada (2010-11)   | Melhor posição |
| ------------------ | -------------- |
| Bélgica - Ultratop | 18             |